# Cyrtanthus galpinii
Cyrtanthus galpinii är en amaryllisväxtart som beskrevs av John Gilbert Baker. Cyrtanthus galpinii ingår i släktet Cyrtanthus, och familjen amaryllisväxter. Inga underarter finns listade i Catalogue of Life.